# José López-Rey
José López-Rey (1905-1991) fue un historiador del arte español, reconocido como uno de los principales especialistas en la obra de Goya y de Velázquez.

## Biografía
Nacido en Madrid en 1901, estudió en Florencia y durante la Segunda República española trabajó en el Ministerio de Educación. Obligado a exiliarse tras la Guerra Civil, marchó en 1939 a los Estados Unidos donde se incorporó al Smith College y posteriormente al Instituto de Bellas Artes de la Universidad de Nueva York, de la que fue designado profesor emérito en 1947.
En 1979 fue nombrado doctor honoris causa en humanidades por la Southern Methodist University, por su contribución al conocimiento de la obra de Goya y de Velázquez. En 1987 el Ministerio de Educación, Cultura y Deporte de España le concedió la Medalla de Oro al mérito en las Bellas Artes.

## Obra
Según el Dictionary of art historians es autor, entre otros, de los siguientes trabajos:
- Goya’s Caprichos: Beauty, Reason & Caricature, Princeton, Princeton University Press, 1953.
- A Cycle of Goya’s Drawing: the Expression of Truth and Liberty, Londres, Faber and Faber, 1956;
- Velázquez: A Catalogue Raisonné of His Oeuvre, with an Introductory Study, Londres, Faber and Faber, 1963, en colaboración con Angelica Mayer, hija de August L. Mayer;
- Velázquez' Work and World, Londres, 1968;
- Velázquez the Artist as a Maker with a Catalogue Raisonné of the Extant Works, Lausana, Bibliothèque des Arts, 1979;
- Francisco de Goya, Londres, 1951;